# مبيد السمك

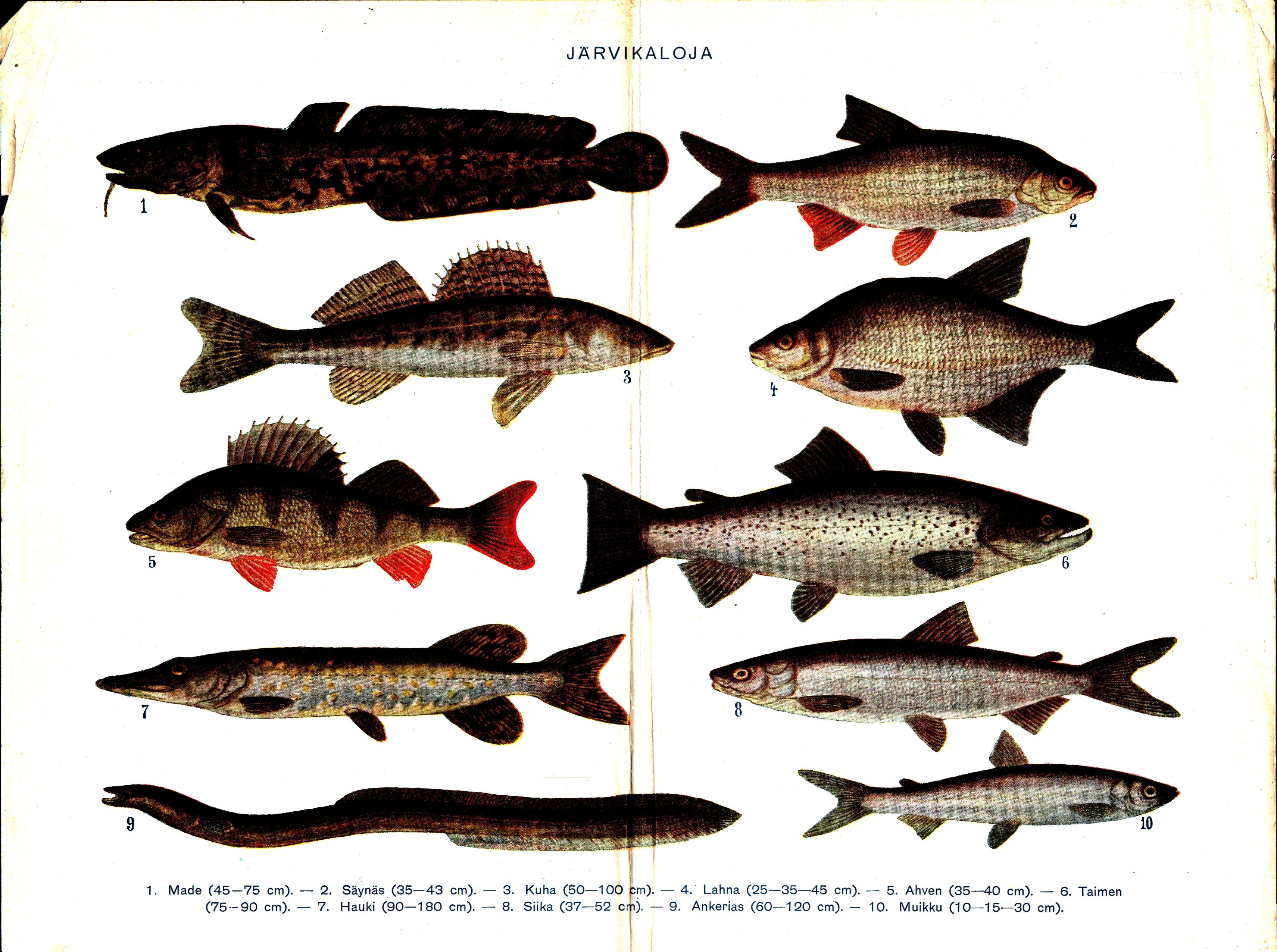
أنواع مختلفة من أسماك المياه العذبة مع نص باللغة الفنلندية

مبيدات السمك، مواد كيميائية سامة للأسماك، استخدامها الأساسي هو القضاء على الأنواع السائدة من السمك في مسطح مائي، في خطوة أولى من محاولة ملئه بأسماك مختلفة، كما تستخدم لمكافحة الأنواع الطفيلية والغازية من السمك.
مثال على هذه المبيدات مستحضرات روتينون، وصابونين ، وتي إف إم، ونيكلوساميد، وأنتيميسين أ (فينترول).

## مبيدات أسماك من مصادر نباتية
شارع تاريخياً استخدام مبيدات السمك ذات المصادر النباتية في تقنيات الصيد لدى السكان الأصليين في جميع أنحاء العالم، والكثير من هذه النباتات مصادر طبيعية لمادتي للروتينون والسابونين.
تُعرف أجناس الحويرة، و الويكستروميا و والبارينغتونيا بكونها مصادر لسموم السمك.